# Scolecomorphus
Scolecomorphus is een geslacht van wormsalamanders (Gymnophiona) uit de familie Scolecomorphidae. De groep werd voor het eerst wetenschappelijk beschreven door George Albert Boulenger in 1883.
Er zijn 3 soorten die voorkomen in delen van Afrika en leven in de landen Malawi en Tanzania.

## Soorten
Geslacht Scolecomorphus
- Soort Scolecomorphus kirkii
- Soort Scolecomorphus uluguruensis
- Soort Scolecomorphus vittatus